# شام آخر (فیلم ۱۹۹۵)
شام آخر (انگلیسی: The Last Supper) فیلمی در ژانر کمدی-درام است که در سال ۱۹۹۶ منتشر شد.

## بازیگران
- کامرون دیاز
- ران الدارد
- آنابت گیش
- کورتنی بی. ونس
- ران پرلمن
- مارک هارمون
- بیل پکستون
- نورا دان
- چارلز دارنینگ
- جیسن الکساندر
- ریچل شاگال